# Vallée de la Thyle
Vallée de la Thyle este o arie protejată (arie specială de conservare — SAC, sit de importanță comunitară — SCI, arie de protecție specială avifaunistică — SPA) din Belgia întinsă pe o suprafață de 1.112,32 ha, integral pe uscat.

## Localizare
Centrul sitului Vallée de la Thyle este situat la coordonatele 50°35′32″N 4°31′46″E / 50.59235°N 4.529478°E.

## Înființare
Situl Vallée de la Thyle a fost declarat arie de protecție specială avifaunistică în decembrie 2016 pentru a proteja 1 specie de plante și 21 de specii de animale. Alte tipuri de protecție:
- sit de importanță comunitară (în octombrie 2002)
- arie specială de conservare (în decembrie 2016)[1][3][4]

## Biodiversitate
Situată în ecoregiunea atlantică, aria protejată conține 10 habitate naturale: Vegetație psamofilă uscată cu pășuni deschise de Corynephorus și Agrostis, Lacuri eutrofice naturale cu vegetație de tip Magnopotamion sau Hydrocharition, Cursuri de apă de la nivel de câmpie la nivel montan, cu vegetație Ranunculion fluitantis și Callitricho-Batrachion, Pajiști uscate europene, Liziere de ierburi înalte hidrofile de câmpie și de nivel montan până la alpin, Fânețe de joasă altitudine (Alopecurus pratensis, Sanguisorba officinalis), Păduri de fag acidofile atlantice, cu subarboret de Ilex și, uneori, de asemenea, Taxus, la nivelul arbuștilor (Quercion robori-petraeae sau Ilici-Fagenion), Păduri de fag Asperulo-Fagetum, Păduri acidofile de stejar bătrân cu Quercus robur pe câmpii nisipoase, Păduri aluvionare cu Alnus glutinosa și Fraxinus excelsior (Alno-Padion, Alnion incanae, Salicion albae).
La baza desemnării sitului se află mai multe specii protejate:
- plante (1): Leucobryum glaucum
- păsări (14): pescăruș albastru (Alcedo atthis), rață pitică (Anas crecca), rață cârâitoare (Anas querquedula), buhai de baltă (Botaurus stellaris), buha (Bubo bubo), chirighiță neagră (Chlidonias niger), erete vânăt (Circus cyaneus), ciocănitoarea de stejar (Dendrocopos medius), ciocănitoare neagră (Dryocopus martius), egretă albă (Egretta alba), becațină comună (Gallinago gallinago), becațină mică (Lymnocryptes minimus), viespar (Pernis apivorus), lăstun de mal (Riparia riparia)
- amfibieni (1): Bufo calamita
- mamifere (2): vidră de râu (Lutra lutra), liliac cărămiziu (Myotis emarginatus)
- nevertebrate (1): fluturele-tigru (Callimorpha quadripunctaria)
- pești (3): racul-de-râu (Astacus astacus), zglăvoacă (Cottus gobio), cicar (Lampetra planeri)

Pe lângă speciile protejate, pe teritoriul sitului au mai fost identificate 5 specii de plante, 2 specii de amfibieni, 9 specii de mamifere, 2 specii de nevertebrate.